# Powiat Plön
Powiat Plön (niem. Kreis Plön) – powiat w niemieckim kraju związkowym Szlezwik-Holsztyn. Siedzibą powiatu jest miasto Plön.

## Podział administracyjny
W skład powiatu Plön wchodzą:
- cztery gminy miejskie
- trzy gminy (niem. amtsfreie Gemeinde)

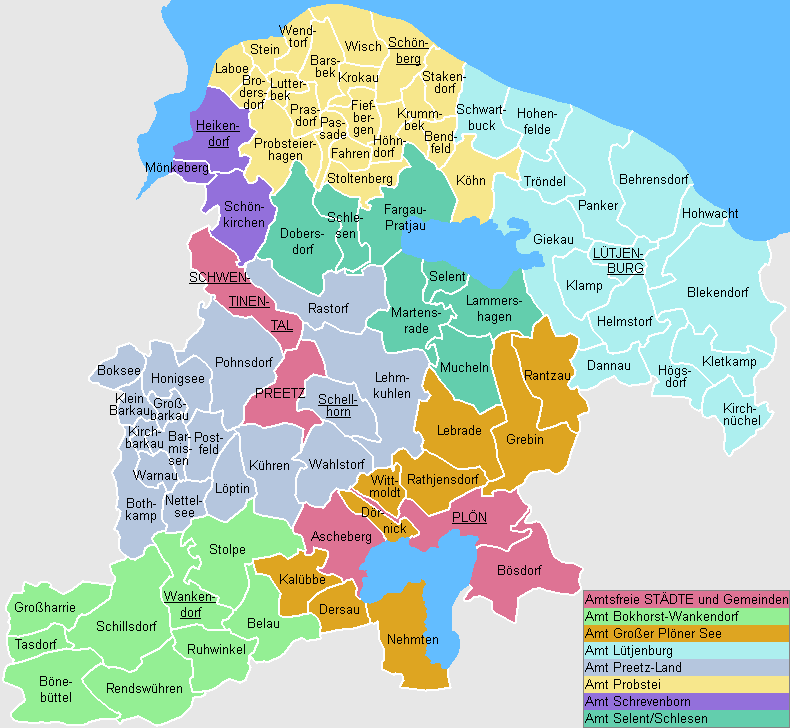
Powiat Plön z zaznaczonym podziałem na gminy

- siedem urzędów (niem. Amt)

Gminy miejskie:
| Lp. | Nazwa gminy    | Ludność (31.12.2008) | Powierzchnia km² |
| --- | -------------- | -------------------- | ---------------- |
| 1   | Lütjenburg     | 5.522                | 6,15             |
| 2   | Plön           | 12.788               | 35,94            |
| 3   | Preetz         | 15.898               | 14,40            |
| 4   | Schwentinental | 13.588               | 17,81            |

Gminy:
| Lp. | Nazwa gminy | Ludność (31.12.2008) | Powierzchnia km² |
| --- | ----------- | -------------------- | ---------------- |
| 1   | Ascheberg   | 3.196                | 20,93            |
| 2   | Bönebüttel  | 2.008                | 20,40            |
| 3   | Bösdorf     | 1.527                | 21,10            |

Urzędy:
| Lp. | Nazwa urzędu        | Ludność (31.12.2008) | Powierzchnia km² | Ilość gmin |
| --- | ------------------- | -------------------- | ---------------- | ---------- |
| 1   | Bokhorst-Wankendorf | 8.270                | 129,08           | 8          |
| 2   | Großer Plöner See   | 8.111                | 187,83           | 10         |
| 3   | Lütjenburg          | 16.441               | 224,96           | 15         |
| 4   | Preetz-Land         | 9.771                | 191,13           | 17         |
| 5   | Probstei            | 22.795               | 132,89           | 20         |
| 6   | Schrevenborn        | 18.309               | 33,45            | 3          |
| 7   | Selent/Schlesen     | 5.697                | 117,54           | 7          |